# FA Women's National League South
FA Women's National League South är en fotbollsserie på den tredje högsta nivån inom damfotboll i det engelska ligasystemet, tillsammans med National League North. Dessa två divisioner är en del av FA Women's National League och är på nivån under FA Women's Super League och FA Women's Championship.
Innan den omorganisation av engelsk damfotboll som skedde inför säsongen 2018/2019 hette serien FA Women's Premier League Southern Division.
Vinnare går upp i den näst högsta serien FA Women's Championship och de två sista lagen åker ur serien till de regionala serierna.

## Tidigare vinnare
| Säsong    | Klubb                      |
| --------- | -------------------------- |
| 2000/2001 | Brighton & Hove Albion LFC |
| 2001/2002 | Fulham LFC                 |
| 2002/2003 | Bristol Rovers WFC         |
| 2003/2004 | Bristol City WFC           |
| 2004/2005 | Chelsea LFC                |
| 2005/2006 | Cardiff City Ladies FC     |
| 2006/2007 | Watford LFC                |
| 2007/2008 | Fulham LFC (2)             |
| 2008/2009 | Millwall Lionesses LFC     |
| 2009/2010 | Barnet FC Ladies           |
| 2010/2011 | Charlton Athletic LFC      |
| 2011/2012 | Portsmouth FC Ladies       |
| 2012/2013 | Reading FC Women           |
| 2013/2014 | Coventry City LFC          |
| 2014/2015 | Portsmouth FC Ladies (2)   |
| 2015/2016 | Brighton & Hove Albion (2) |
| 2016/2017 | Tottenham Hotspur          |
| 2017/2018 | Charlton Athletic (2)      |
| 2018/2019 | Coventry City LFC (2)      |